# Amauris restricta
Amauris restricta är en fjärilsart som beskrevs av Talbot 1940. Amauris restricta ingår i släktet Amauris och familjen praktfjärilar. Inga underarter finns listade i Catalogue of Life.